# Plamen Andreev
Plamen Plamenov Andreev (Bulgaars : Пламен Пламенов Андреев) (Sofia, 15 december 2004) is een Bulgaars voetballer. Hij speelt als doelman bij Feyenoord, dat hem voor het seizoen 2025/26 verhuurd aan Racing Santander.

## Clubcarrière

### Levski Sofia
Andreev maakte zijn professionele debuut op 16-jarige leeftijd als speler van Levski Sofia, waar hij ook enkele jaren in de jeugdopleiding speelde. In de wedstrijd tegen Cherno More kwam hij tien minuten voor tijd het veld in. Vanaf het seizoen 2022/23 gold Andreev als vaste doelman van het eerste elftal. Zijn eerste prijs won hij een seizoen eerder, de Bulgaarse voetbalbeker.

### Feyenoord
Op 31 augustus 2024 maakte de Nederlandse voetbalclub Feyenoord bekend dat ze Andreev hadden gecontracteerd. Hij maakte hierdoor de overstap naar Rotterdam, waar hij een contract tekende tot medio 2029. Op zondag 18 mei 2025 maakte de keeper zijn debuut voor Feyenoord tegen SC Heerenveen (2-0 verlies) omdat Timon Wellenreuther niet fit genoeg was en Justin Bijlow geblesseerd.

## Clubstatistieken
| Levski Sofia     | 2020/21         | Parva Liga      | 1  | 0 | 0 | 0 | 0 | 0 | 0 | 0 | 1  | 0 |
| Levski Sofia     | 2021/22         | Parva Liga      | 4  | 0 | 6 | 0 | 0 | 0 | 0 | 0 | 10 | 0 |
| Levski Sofia     | 2022/23         | Parva Liga      | 33 | 0 | 1 | 0 | 0 | 0 | 1 | 0 | 35 | 0 |
| Levski Sofia     | 2023/24         | Parva Liga      | 30 | 0 | 2 | 0 | 6 | 0 | 0 | 0 | 38 | 0 |
| Levski Sofia     | 2024/25         | Parva Liga      | 3  | 0 | 0 | 0 | 0 | 0 | 0 | 0 | 3  | 0 |
| Levski Sofia     | Totaal          | Totaal          | 71 | 0 | 9 | 0 | 6 | 0 | 1 | 0 | 87 | 0 |
| Feyenoord        | 2024/25         | Eredivisie      | 1  | 0 | 0 | 0 | 0 | 0 | 0 | 0 | 0  | 0 |
| Feyenoord        | Totaal          | Totaal          | 1  | 0 | 0 | 0 | 0 | 0 | 0 | 0 | 0  | 0 |
| Racing Santander | 2025/26         | La Liga 2       | 0  | 0 | 0 | 0 | 0 | 0 | 0 | 0 | 0  | 0 |
| Racing Santander | Totaal          | Totaal          | 0  | 0 | 0 | 0 | 0 | 0 | 0 | 0 | 0  | 0 |
| Carrière totaal  | Carrière totaal | Carrière totaal | 71 | 0 | 9 | 0 | 6 | 0 | 1 | 0 | 87 | 0 |

## Interlandcarrière

### Jeugdelftallen
Andere speelde een wedstrijd voor Bulgarije onder 17 en 6 wedstrijden voor Bulgarije onder 19. 

### Bulgarije onder 21
Op 21 november 2022 debuteerde Andreev voor Bulgarije onder 21 tegen Slovenië onder 21, (1-1). Tot dusver speelde Andreev 8 wedstrijden in deze leeftijdscategorie. 

### Bulgaars voetbalelftal
Voor de EK- kwalificatiewedstrijden tegen Litouwen en Servië op 17 juni 2023 en 20 juni 2023 zat Andreev voor het eerst bij de selectie van het Bulgaars voetbalelftal. Tot een debuut kwam het tot op heden echter niet.

## Erelijst
Levski Sofia
- Bulgaarse voetbalbeker (1): 2021/22

1 Bijlow ·
2 Nieuwkoop ·
3 Beelen ·
4 Hwang ·
5 Smal ·
6 Zerrouki ·
7 Moder ·
8 Timber  ·
9 Ueda ·
10 Stengs ·
11 Borges ·
14 Paixão ·
15 Bos ·
16 Sauer ·
18 Trauner ·
19 Carranza ·
20 Mitchell ·
21 Andreev ·
22 Wellenreuther ·
23 Hadj Moussa ·
24 Steijn ·
25 't Zand ·
26 Read ·
27 Diarra ·
28 Targhalline ·
29 Bullaude ·
30 Lotomba ·
31 Carrillo ·
34 Nadje ·
35 Kasanwirjo ·
36 Slory ·
39 Bossin ·
40 Valente ·
Tengstedt ·
Tsoungui ·
Watanabe ·
Coach: Van Persie ·
Assistent-trainer: Hake ·
Assistent-trainer: Pinas ·
Assistent-trainer: Reijnen ·
Assistent-trainer: De Wolf ·
Keeperstrainer: Nieminen